# Fred Tuck Cars
Fred Tuck Cars var ett privat brittisk racing-stall som deltog i fyra formel 1-lopp under säsongerna 1960 och 1961.

## F1-säsonger
| Säsong | Tävlingsnamn   | Bil        | Motor                  | Poäng | Förare 1       | Förare 2      |
| ------ | -------------- | ---------- | ---------------------- | ----- | -------------- | ------------- |
| 1960   | Fred Tuck Cars | Cooper T45 | Coventry Climax 2.5 L4 | 0     | Lucien Bianchi | Bruce Halford |
| 1961   | Fred Tuck      | Cooper T45 | Coventry Climax 1.5 L4 | 0     | Jack Fairman   |               |